# 全萼马先蒿
全萼马先蒿（学名：Pedicularis holocalyx）为列当科马先蒿属的植物，为中国的特有植物。分布于中国大陆的鄂西等地，生长于海拔1,300米至2,300米的地区，目前尚未由人工引种栽培。